# Црква Рођења светог Јована Крститеља у Накучанима
Црква Рођења светог Јована Крститеља у Накучанима, насељеном месту на територији града Шапца, подигнута је 1879. године. Припада Епархији шабачкој Српске православне цркве.

## Прошлост
У селу је постојала црква брвнара пре 1735. године, посвећена Светом Јовану Претечи. Припадала је црквама средње величине, димензија дужина 13,25, ширина 4,75 и висине 11,90 метара. Доброслав Ст. Павловић претпоставља да је црква обнављана за време Првог српског устанка, на шта указује запис антиминсу: Ос(вја)тисја с(ве)штенодјествијем православног архиепископа Стефана от Стратимирович дне 11 м(есе)ца октомрија 1803 лета.
После Другог српског устанка ова црква није више била за употребу, па је подигнута нова, на истим темељима,  такође брвнара и у њу су пренете књиге, иконе и свети антиминс. По попису цркава, које је затражио кнез Милош Обреновић, које су подигнуте за време његове владавине, налази се податак да је црква подигнута 1822. године. 

## Садашња црква
Садашња црква је грађена у периоду од 1874. до 1879. године, иако су припреме започеле 1872. године. Као велики ктитор цркве се наводи генерал Ранко Алимпић, који је дао 300 дуката, док је његова удовица Милева, за покој његове душе, купила три звона и поклонила их цркви. Сва три звона су скинута за време Првог светског рата, а по завршетку рата само је једно пронађено у Нишу и враћено цркви. На овом звону налази се натпис: 1879. године, генерал Ранко Алимпић са својом супругом Милевом поклања звоно ово општини цркве накучанске, среза поцерског, округа шабачког.
На јужном зиду цркве, са унутрашње стране налази се плоча са подацима о ђенералу: Ранко Алимпић, генерал, државни саветник, командат дринске војске 1876, 1877. и 1878. године. Рођен 9. фебруара 1822.у Накучанимау Поцерју у округу шабачком, умро 7. новембра 1882 у Београду. Ову спомен плочу у накучанској цркви поставила му његова удовица Милева рођена Вукомановић 1910. године.
Црква је са спољашње стране дуга 25,5, широка 13,35 и висока 33,44 метра. Изнутра црква је висока 15,65 метра. Имала је два торња, један изнад улаза, на коме се налазе звона и други изнад олтара. Овај други изведен је из кровне конструкције и није имао основу у темељу, те је оптерећивао свод цркве и скинут је приликом поправке цркве изведене 1903. године. Тада је црква изнутра окречена.